# Aphoebantus costalis
Aphoebantus costalis är en tvåvingeart som beskrevs av Paramonov 1929. Aphoebantus costalis ingår i släktet Aphoebantus och familjen svävflugor. Inga underarter finns listade i Catalogue of Life.